# Confédération internationale des étudiants
Pour les articles homonymes, voir CIE.
La Confédération internationale des étudiants (CIE) est une organisation internationale étudiante qui a existé de 1919 à 1940.

## Histoire de la Confédération internationale des étudiants
La Confédération internationale des étudiants a été fondée en 1919 lors du Congrès de Strasbourg de l'Union nationale des associations générales d'étudiants de France, par les délégués des élèves des facultés des nations alliées contre les empires centraux au cours de la Grande guerre de 1914-1918.
Elle est, durant longtemps, anti-germaniste et opposée à l'entrée des étudiants allemands en son sein. Le motif officiel invoqué en 1923 étant que l'hostilité militante à l'occupation militaire de la Ruhr dont témoignent les étudiants allemands est contraire à l'apolitisme revendiqué par la Confédération. Le choix de Strasbourg, ville fraîchement reconquise par la France, pour la fondation de la Confédération, l'appartenance des délégués étudiants aux nations alliées contre l'Allemagne au cours de la guerre, paraît aller dans le même sens.
Le premier président de la CIE est le Français Jean-Gérard (1890-1956).
En 1924, le contact avec les Allemands est pris sous la pression des Britanniques. À la réunion du Conseil à Varsovie est décidé que les Allemands pourront participer sans droit de vote. Cependant, comme les étudiants allemands se revendiquent comme représentants des intérêts des étudiants pas seulement d'Allemagne, mais également d'Autriche, des Sudètes et de la Ville libre de Dantzig, l'enregistrement est empêché par les Français avec le soutien des étudiants des pays d'Europe de l'Est. En 1929, lors de la réunion du Conseil à Budapest, un accord est conclu entre les Allemands et la CIE. Il est accordé aux Allemands le droit de représenter les étudiants dans le cadre des frontières du Reich allemand de 1919. Des tensions continuent à persister par la suite entre l'Union des étudiants allemands et l'association des étudiants polonais à propos de Dantzig.
L'activité principale de la Confédération a été l'organisation des « Jeux mondiaux universitaires[réf. nécessaire] ».
La CIE disparaît en 1940, au moment de l'invasion allemande de la Belgique.
Avant la Confédération internationale des étudiants existe, à partir de 1898, une autre organisation internationale des étudiants : la Corda Fratres, qui disparaît au cours des années 1920.

## Sources
- Ernst Julius Lips Die internationale Studentenbewegung nach dem Kriege. Verlag Vivos voco, Leipzig 1921.
- Ulrich Kersten Die Deutsche Studentenschaft. In: Handbuch des Deutschen Corpsstudenten. 3. Ausgabe, Verlag der Deutschen Corpszeitung, Frankfurt am Main 1930, p. 125–139.
- Stéphane Merceron, « Année trente, l'Unef à la tête de la Confédération internationale des étudiants », Matériaux pour l’histoire de notre temps, vol. 2, no 86,‎ 2007, p. 73-83 (lire en ligne, consulté le 8 novembre 2014).